# Horgas Ádám
Horgas Ádám (Budapest, 1969. március 12. –) magyar színész, rendező, táncos, koreográfus, zeneszerző és író. Előszeretettel hoz létre összművészeti produkciókat. Az Atlantis Színház alapítója és művészeti vezetője. A Mab című első magyar web-thrillersorozat kitalálója és alkotója, mely után megszervezte az első országos websorozat portált, pályázatot és fesztivált. 

## Élete
Édesapja Horgas Béla költő, édesanyja Levendel Júlia író, testvérei Péter díszlettervező, Eszter fuvolaművész és Judit irodalmár, nagyapja Levendel László, neves tüdőgyógyász főorvos. 1982-1986 között a budapesti Móricz Zsigmond Gimnáziumban végezte középiskolai tanulmányait, majd 1989-ben szerzett diplomát a Budapesti Tanítóképző Főiskolán, rajz speciàl-kollégiumra járt.
Festőművésznek készült, amikor – még a gimnáziumi évei alatt, 1986-ban – felvételt nyert az Arvisura Színház stúdiójába, ahol a színészmesterség mellett színpadi mozgást, kontakt táncot, etnikus táncokat, akrobatikát és pantomimet is tanult. 1988-tól már társulati tag Somogyi István társulatában. Innen nyolc év után a Pinceszínházhoz szerződött, majd 1995-ben Molnár Évával megalapította saját társulatát, az Atlantis Színházat. Társulatukat először a VSZM közösségi ház igazgatója, Nagy István Sándor fogadta be. Két évig csak képzéssel foglalkoztak, önálló társulattal csak aztán kezdtek előadásokat készíteni. 2000-ben Jordán Tamás a Merlin Színházhoz szerződtette a társulatot. Később a vele – már mint a Weöres Sándor Színház igazgatójával – együtt állította színpadra a Szakmák Színháza előadássorozatot. 2018. augusztus 1-jétől 2022-ig a Szegedi Nemzeti Színház tagozatvezető főrendezője és prózai tagozat vezetője volt.
Négy évig tanított színészmesterséget és mozgást a Színművészeti Egyetemen, több alternatív társulatnál, valamint a főváros különböző művelődési házaiban. 2013-tól oktat a Pesti Magyar Színiakadémián. Vendégként játszott és koreográfiákat készített többek között a Katona József Színházban, a Vígszínházban, a Pesti és az Új Színházban. Országszerte rendez színházakban.
2010-ben az első magyar web-thrillersorozat, amit MAB címen töltött fel a YouTube-ra kitalálója és alkotója, mely után létrehozta az első országos websorozat pályázatot, portált és fesztivált.
Művészeti tevékenységei között lehetőség szerint nem tesz különbséget, szeret összművészeti alkotásokat létrehozni, abban gondolkodni. A Horgas Eszter nevével fémjelzett és általa vezetett Partitúra Összművészeti Kurzusnak is aktív résztvevője 2011 júniusa óta minden évben.
2006-ban Botos Évával alapították meg a ShakuEcho együttest, melynek több lemeze is megjelent, de zenéjük filmek főcím- és betétdalaként is hallható. 2020-ban Szemenyei Jánossal szerzője, a 169 művész közreműködésével készített, Kis suttogás című karanténdalnak.

## Munkái
A Színházi adattárban regisztrált bemutatóinak száma 2018. október 7-éig: rendezőként: 36; koreográfusként: 35; színészként: 25, zeneszerzőként: 1; szerzőként: 5.

### Rendezőként
- MAB (magyar thriller websorozat)
- Fernutti cirkusza (Arvisura Színház)
- Agyagszárnyak (Atlantis Színház)
- Spoon River-i holtak (Atlantis Színház)
- Holtudvar (Atlantis Színház)
- Mennyből az angyal (Atlantis Színház)
- Vak meglátta, hogy kiugrott… (Atlantis Színház)
- …és Romeo és Júlia (Rudolf Péterrel és Nagy-Kálózy Eszterrel)
- Romeo és Júlia (Atlantis Színház)
- Two Blind Mice (Madhouse társulat)
- Atlantis (Nemzeti Színház)
- Az isteni Claudius (Szombathelyi Történelmi Karnevál)
- Picasso kalandjai (társrendezőként Méhes Lászlóval, Pesti Színház)
- Lear király (Atlantis Színház)
- Kötélen a Niagara felett (Atlantis Színház)
- Bögre (Szombathelyi Történelmi Karnevál)
- Vadorzók (Új Színház)
- Dr. Bubó (Aréna)
- Piros család (Mesebolt Bábszínház)
- Mesterdetektív (2013, Weöres Sándor Színház)
- 39 lépcsőfok (2013, Pécsi Nemzeti Színház)
- Vérnász (2013, Pesti Magyar Színház)[24]
- A dzsungel könyve (2014, Weöres Sándor Színház)[25]
- Szentivánéji álom (2014, Pécsi Nemzeti Színház)[26]
- Macbeth (2014, Pesti Magyar Színház)[27]
- Évek vándora (2015, Pécsi Nemzeti Színház)[28]
- A lepkegyűjtő (2015, Centrál Színház)[29]
- Virágot Algernonnak (2015, Játékszín)[30]
- A padlás (2015, szombathelyi Weöres Sándor Színház)[31]
- A Grönholm-módszer (2016, Pécsi Nemzeti Színház)[32]
- Hamlet (2016,  Pinceszínház)[33]
- Pillanatfelvétel (2016, Lepkegyűjtő Produkció, Átrium Színház)[34]
- Az ember paródiája chat-intések (2016, Partitúra összművészeti kurzus, Balatonfüred)[35]
- Ahogy tetszik (2016, Weöres Sándor Színház)[36]
- Csongor és Tünde (2017, Pécsi Nemzeti Színház)[37][38]
- Életrevalók (2017, budapesti Játékszín)
- Szentivánéji álom (2018, Szegedi Nemzeti Színház)[39]

### Koreográfusként
- Gyalog galopp (Szegedi Nemzeti Színház, Pesti Színház)
- Indul a bakterház (Szegedi Nemzeti Színház)
- Legyező (Pesti Színház)
- Picasso kalandjai (Pesti Színház)
- Mizantróp (Új Színház)
- Lüzisztraté (Merlin Színház)
- Hamlet (Új Színház)
- Yvonne, burgundi hercegnő (Katona József Színház)
- Vőlegény (Új Színház)
- Három testőr (Vígszínház)
- A balek (Merlin Színház)
- Salemi boszorkányok (Vígszínház)
- Szent Márton élete (Szombathelyi Történelmi Karnevál)
- Öngyilkos (Nemzeti Színház)
- Varázsfuvola (Opera)
- Az Atlantis Színház összes produkciója
- Csaó bambinó (2005, Soós Péter játékfilmje)
- Világszép nádszálkisasszony (2009, Neptun Brigád)
- Picasso kalandjai (2012, Pécsi Nemzeti Színház)
- Nero, a véres költő (2013, Pesti Magyar Színház)
- Vérnász (2013, Pesti Magyar Színház)[24]
- Macbeth (2014, Pesti Magyar Színház)[27]
- Évek vándora (2015, Pécsi Nemzeti Színház)[28]
- Hamlet (2016,  Pinceszínház)[33]
- Ahogy tetszik (Weöres Sándor Színház)[36]
- Csongor és Tünde (Pécsi Nemzeti Színház)[37]

### Színészként
- Szentivánéji álom – Puck (Arvisura Színház)
- A Mester és Margarita – Behemót (Arvisura Színház)
- Magyar Elektra – Oresztes (Arvisura Színház)
- Suryakanta király története – Suryakanta király (Arvisura Színház)
- Piszkos Fred, a kapitány – St. Antonio főherceg (Arvisura Színház)
- Kinn vagyunk a vízből – Fred (Pinceszínház)
- Mennyből az angyal – Angyal (Atlantis Színház)
- Hamlet – Színészkirálynő (Új Színház)
- Gyalog galopp – Arthur király (Pesti Színház)
- Picasso kalandjai – Picasso (Pesti Színház)
- Kötélen a Niagara felett – Blondin (Atlantis Színház)
- Ezeregyéjszaka meséi – Dzsin (Atlantis Színház)
- Lear király – Cornwall (Atlantis Színház)
- Az Avar – Avar (Atlantis Színház)
- Kisváros: Harci papok című rész (1998, televíziósorozat)
- Szamba – vidéki színész (1996, Koltai Róbert filmje)
- Kazohinia - Zatamon, Zemöki (Péntek Csilla rendezése)[40]

### Táncosként

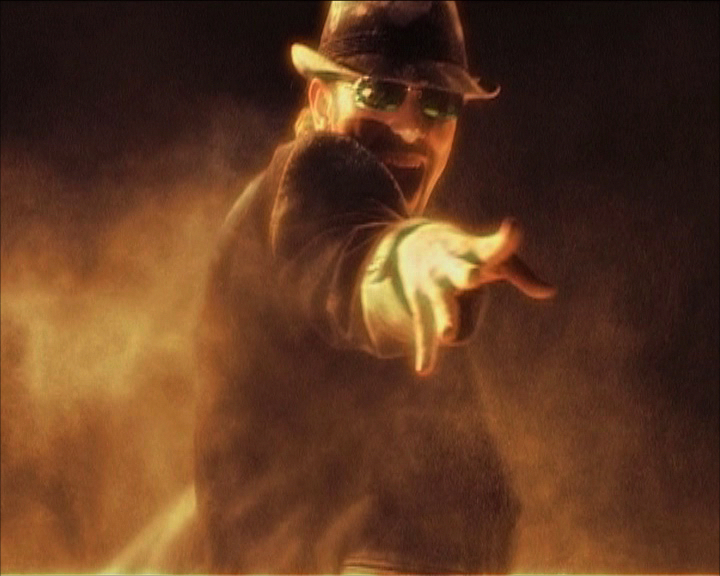
Önarcképe 2013 áprilisában

- A csodálatos mandarin (Bozsik Yvette társulat)
- A dzsungel könyve (Pesti Színház)
- Össztánc (Vígszínház)
- Halkalitka (Fekete Hedvig)
- Légypapír (Atlantis Színház)
- Ispilánti lányok (Latissimus Dorsi)
- Magzatmáz (Trafó)
- Macabre (Mu Színház)
- Offenbach titkai – Ballett (1996, Szabó István, német–francia–magyar koprodukcióban készült Tv-filmje)

### Zeneszerzőként
- Sétikáló (1994, Budapest Bábszínház)
- Szelídek (Balogh Zsolt filmje)
- Hajszál és csengettyű (Mispál Attila filmje)
- Flóra és Fauna (Mispál Attila filmje)
- A malom (Mispál Attila filmje)
- Bűvész (Rohonyi Gábor filmje)
- Piszkos Fred, a kapitány (Arvisura Színház)
- Fernutti cirkusza (Arvisura Színház)
- Picasso kalandjai (Pesti Színház)
- Mizantróp (Új Színház)
- A balek (Merlin Színház)
- Bögre (Szombathelyi Történelmi Karnevál)
- Vadorzók (Új Színház)
- Faust (Veszprémi Petőfi Színház)
- Antigoné (Miskolci Nemzeti Színház)
- Atlantis (Nemzeti Színház)
- Lüzisztraté (Merlin Színház)
- Ketten egyedül (Andaxinház)
- Agyagszárnyak (Atlantis Színház)
- Romeo és Júlia (Atlantis Színház)
- Vak meglátta, hogy kiugrott… (Atlantis Színház)
- Lear király (Atlantis Színház)
- Ezeregyéjszaka meséi (Atlantis Színház)
- Shakuecho együttes dalai
- Presszó (2008, Sas Tamás televíziósorozata)
- 39 lépcsőfok (2012, Pécsi Nemzeti Színház)
- Vérnász (Ács Dominikával közösen) (2013, Pesti Magyar Színház)[24]
- Szentivánéji álom (2014, Pécsi Nemzeti Színház)
- Macbeth (2014, Pesti Magyar Színház)[27]
- Évek vándora (2015, Pécsi Nemzeti Színház)[28]
- A lepkegyűjtő (2015, Centrál Színház)[41]
- Virágot Algernonnak (2015, Játékszín)[42]
- A Grönholm-módszer (2016, Pécsi Nemzeti Színház)[43]
- Hamlet (2016,  Pinceszínház)[33]
- Pillanatfelvétel (Lepkegyűjtő Produkció, Átrium Színház)[34]
- Ahogy tetszik (Weöres Sándor Színház)[36]
- Csongor és Tünde (Pécsi Nemzeti Színház)[37]

### Szerzőként
- Vak meglátta, hogy kiugrott (1999, Atlantis Színház)
- Two Blind Mice (Vak meglátta, hogy kiugrott, 2002, Madhouse - Merlin Színház)
- Picasso kalandjai (2003, Pesti Színház)
- MAB (magyar thriller websorozat)[44]
- A lepkegyűjtő - dramaturg (2015, Centrál Színház)[29]

### Könyvekben
- Horgas Ádám–Horgas Béla: Szeltagor – A Sárkány ideje (1997, Atlantis Tánc Színházi Alapítvány)[45]

illusztráció
- Horgas Béla: Kacifánt színre lép (1988, Kossuth Nyomda, Bp.)
- Horgas Béla: Sétikáló (2009, Liget, Bp.)

## Díjai
- 1990. I. Pécsi Országos Színházi Találkozó - legjobb zene díja (Romeo és Júlia, Atlantis Színház)[46]
- 1998. Alternatív Színházi Szemle díja (Spoon River-i holtak, Atlantis Színház)[47]
- 1998. Inspiráció országos koreográfiai verseny - közönségdíj (Légypapír, Atlantis Színház)[48]
- 1999. XI. Gödöllői Országos Stúdió- és Alternatív Színházi Fesztivál - fődíja (Vak meglátta, hogy kiugrott, Atlantis Színház)[49]
- Miskolci Millenium Fesztivál - különdíja (Vak meglátta, hogy kiugrott, Atlantis Színház)[forrás?]
- 2000. Alternatív Színházi Szemle díja - „legszebb mesék” (Grimm mesék, Atlantis Színház)[50]
- 2001. Országos Gyermekszínházi Szemle fődíja (Benedek Elek mesék, Atlantis Színház)[51]
- 2001. Kulturális Minisztérium különdíja (Benedek Elek mesék, Atlantis Színház)[51]
- 2003. Főváros legjobb társulata díj (Atlantis Színház)[52]
- 2014. Városmajori Országos Színházi Szemle - közönségzsűri díj (rendező: 39 lépcsőfok, Pécsi Nemzeti Színház)[53]
- 2015. Thália Humorfesztivál - a legjobb nagyszínpadi előadás díj (Pécsi Nemzeti Színház, 39 lépcsőfok)[54]